# Kloster Flaesheim
Das Kloster Flaesheim in Flaesheim bei Haltern am See wurde 1166 als Niederlassung von Prämonstratenserinnen gegründet und um 1550 in ein freiweltliches Damenstift umgewandelt. Im Jahr 1808 wurde es aufgehoben.

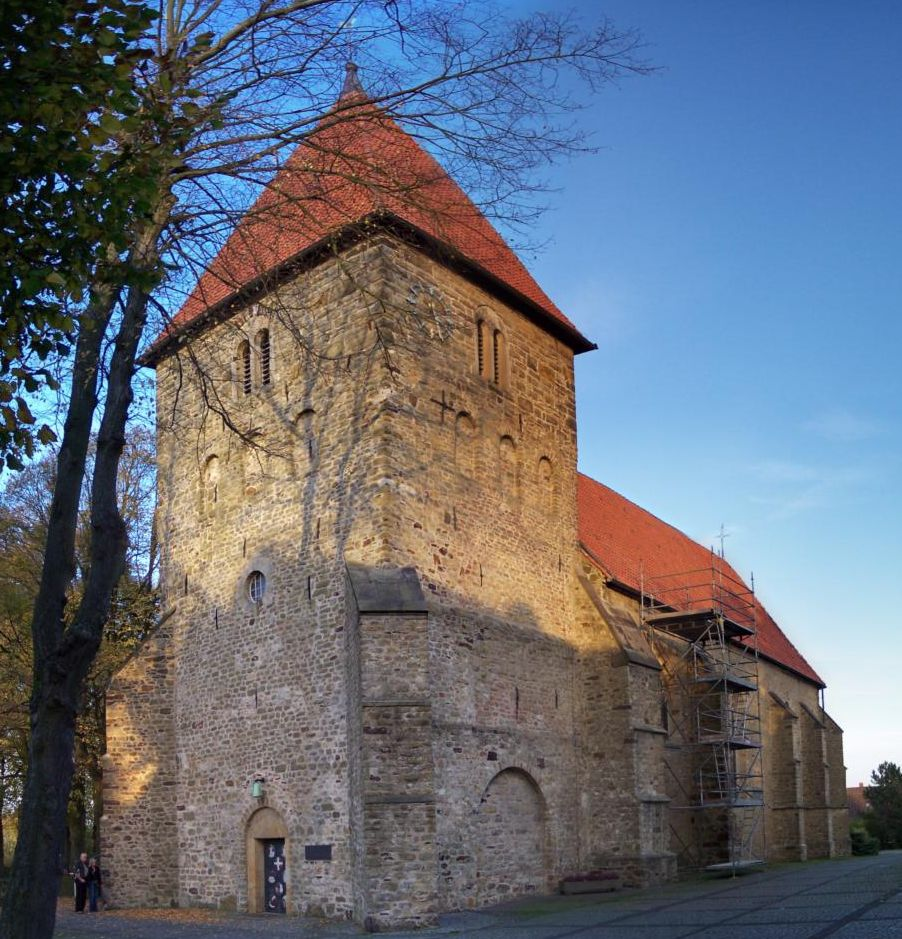
Stiftskirche

## Geschichte
Der Stifter war 1166 Otto I. von Ravensberg mit seiner Familie. Er schenkte der neuen Gemeinschaft ein Gut als materielle Basis. Durch Schenkungen und Kauf kamen in der Folge zahlreiche weitere Besitzungen in die Hand des Klosters. Im Jahr 1803 gehörten der Einrichtung 92 Höfe und Kotten. Das Kloster war der Heiligen Maria Magdalena geweiht. Die Grafen von Ravensberg behielten bis 1240 die Vogtei über das Kloster. Nach ihrem Verzicht fiel dieses Recht an die Erzbischöfe von Köln. Das Kloster unterstand dem Abt von Knechtsteden. 1471 gehörten dem Konvent 21 Nonnen an.
In der frühen Neuzeit ließ die Klosterzucht nach. Daraufhin wurde die Einrichtung in ein freiweltliches Damenstift umgewandelt. Dieser Schritt wurde 1555 vom Papst und zwei Jahre später auch vom Kölner Erzbischof anerkannt. Das Kloster Knechtsteden strengte dagegen 1656 einen Prozess an, der 1671 durch Vergleich beendet wurde. Darin verzichtete Knechtsteden gegen eine Abfindung von 3200 Reichstalern auf alle bestehenden Ansprüche.
Im Zuge der Reformation hatte auch die Zahl der Mitglieder nachgelassen. Sie betrug 1558 nur noch 10 Damen. Nur wenig höher lag sie am Ende der Einrichtung. Die meisten Stiftsdamen kamen aus dem Adel des Vest Recklinghausen und des benachbarten Hochstift Münster. Seit 1615 war der Zugang ausschließlich adeligen Damen vorbehalten.

## Bauten
Nach 1166 wurde der romanische Westturm errichtet. In der ersten Hälfte des 13. Jahrhunderts entstanden auf älterer Grundlage die Langhausjoche. Im 15. Jahrhundert wurde unter anderem ein neuer Chor mit 5/8-Schluss errichtet. Im Jahr 1790 brannte die Abtei ab, zu geplanten Neubauten kam es nicht mehr. Die ehemalige Stiftskirche dient seit der Säkularisation als Pfarrkirche St.-Maria-Magdalena.